# Rozstání (ort i Tjeckien, Pardubice)
Rozstání är en ort i Tjeckien.   Den ligger i regionen Pardubice, i den östra delen av landet, 170 km öster om huvudstaden Prag. Rozstání ligger 340 meter över havet och antalet invånare är 231.
Terrängen runt Rozstání är kuperad åt sydost, men åt nordväst är den platt. Rozstání ligger nere i en dal. Runt Rozstání är det ganska glesbefolkat, med 47 invånare per kvadratkilometer. Närmaste större samhälle är Svitavy, 18,2 km väster om Rozstání. Trakten runt Rozstání består till största delen av jordbruksmark.